# Ramon Casas

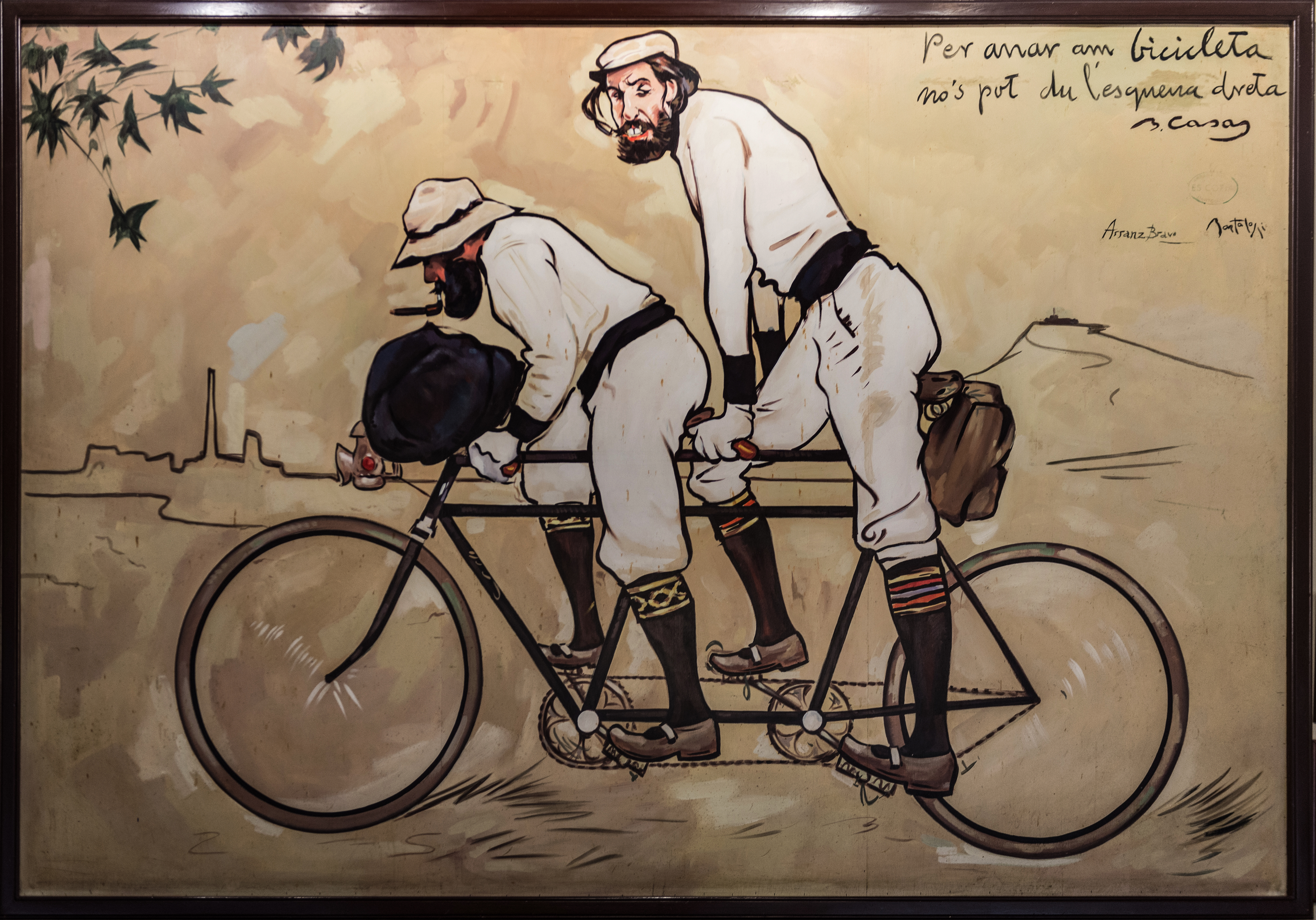
Ramon Casas i Pere Romeu na tandemie

Ramon Casas i Carbó (ur. 4 stycznia 1866 w Barcelonie, zm. 29 lutego 1932 tamże) – hiszpański malarz, modernista. Do najwybitniejszych dzieł Casasa należą Ramon Casas i Pere Romeu na tandemie, Interior oraz Plein air.